# Championnat d'Afrique du Sud de football 2012-2013
Navigation
Édition précédente Édition suivante
La saison 2012-2013 du Championnat d'Afrique du Sud de football est la 17e édition du championnat de première division en Afrique du Sud. Les seize meilleurs clubs du pays sont regroupés au sein d'une poule unique, où ils s'affrontent deux fois au cours de la saison, à domicile et à l'extérieur. À l'issue du championnat, le dernier du classement est relégué tandis que l'avant-dernier dispute un barrage de promotion-relégation face aux meilleures équipes de National First Division, la deuxième division sud-africaine.
C'est le club de Kaizer Chiefs qui remporte le titre cette saison après avoir terminé en tête du classement final de la compétition, avec un seul point d'avance sur les Platinum Stars et cinq sur le tenant du titre, Orlando Pirates. C'est le troisième titre de champion d'Afrique du Sud de l'histoire du club, qui réussit même le doublé en s'imposant en finale de la Nedbank Cup, aux dépens de Supersport United.

## Équipes

### Participants et locations
| \| Clubs à Johannesbourg Bidvest Wits Kaizer Chiefs Moroka Swallows Orlando Pirates Johannesbourg AmaZulu Golden Arrows Black Leopards Bloemfontein Celtic Ajax Chippa United Free State Stars Maritzburg United Platinum Stars Pretoria Clubs à Pretoria Mamelodi Sundowns Supersport United Pretoria University \| Localisation des clubs |
| Clubs à Johannesbourg Bidvest Wits Kaizer Chiefs Moroka Swallows Orlando Pirates Johannesbourg AmaZulu Golden Arrows Black Leopards Bloemfontein Celtic Ajax Chippa United Free State Stars Maritzburg United Platinum Stars Pretoria Clubs à Pretoria Mamelodi Sundowns Supersport United Pretoria University                              |

Légende des couleurs
- Tour préliminaire de la Ligue des champions 2013
- Tour préliminaire de la Coupe de la confédération 2013
- Promu de First Division

| Club                   | Ville                       | Stade                   | Capacité |
| ---------------------- | --------------------------- | ----------------------- | -------- |
| Ajax Cape Town         | Le Cap (Parow)              | Cape Town Stadium       | 55 000   |
| AmaZulu                | Durban                      | Moses Mabhida Stadium   | 54 000   |
| Bidvest Wits           | Johannesburg (Braamfontein) | Bidvest Stadium         | 5 000    |
| Black Leopards         | Polokwane                   | Peter Mokaba Stadium    | 42 000   |
| Bloemfontein Celtic    | Bloemfontein                | Seisa Ramabodu Stadium  | 20 000   |
| Chippa United          | Le Cap (Nyanga)             | Athlone Stadium         | 30 000   |
| Free State Stars       | Bethlehem                   | Charles Mopeli Stadium  | 35 000   |
| Golden Arrows          | Durban                      | King Zwelithini Stadium | 10 000   |
| Kaizer Chiefs          | Johannesbourg (Soweto)      | FNB Stadium             | 95 000   |
| Mamelodi Sundowns      | Pretoria (Chloorkop)        | Loftus Versfeld Stadium | 52 000   |
| Maritzburg United      | Pietermaritzburg            | Harry Gwala Stadium     | 12 000   |
| Moroka Swallows        | Johannesbourg (Soweto)      | Dobsonville Stadium     | 24 000   |
| Orlando Pirates        | Johannesbourg (Soweto)      | Orlando Stadium         | 40 000   |
| Platinum Stars         | Rustenburg                  | Royal Bafokeng Stadium  | 42 000   |
| Supersport United      | Pretoria (Atteridgeville)   | Lucas Moripe Stadium    | 29 000   |
| Pretoria University FC | Pretoria (Hatfield)         | Tuks ABSA Stadium       | 8 000    |

## Compétition

### Classement
Le classement est établi sur le barème de points classique (victoire à 3 points, match nul à 1, défaite à 0).
Pour départager les égalités, on tient d'abord compte de la différence de buts générale, puis du nombre de buts marqués, puis des confrontations directes.
| Rang | Équipe                | Pts | J  | G  | N  | P  | Bp | Bc | Diff |
| ---- | --------------------- | --- | -- | -- | -- | -- | -- | -- | ---- |
| 1    | Kaizer ChiefsC        | 57  | 30 | 15 | 12 | 3  | 48 | 21 | +27  |
| 2    | Platinum Stars        | 56  | 30 | 17 | 5  | 8  | 48 | 27 | +21  |
| 3    | Orlando Pirates T     | 52  | 30 | 14 | 10 | 6  | 39 | 23 | +16  |
| 4    | Bidvest Wits          | 44  | 30 | 11 | 11 | 8  | 34 | 32 | +2   |
| 5    | Bloemfontein Celtic   | 42  | 30 | 11 | 9  | 10 | 32 | 33 | -1   |
| 6    | Supersport United     | 41  | 30 | 8  | 17 | 5  | 30 | 26 | +4   |
| 7    | Free State Stars      | 41  | 30 | 10 | 11 | 9  | 32 | 32 | 0    |
| 8    | Pretoria University P | 40  | 30 | 8  | 16 | 6  | 34 | 29 | +5   |
| 9    | Moroka Swallows       | 40  | 30 | 11 | 7  | 12 | 41 | 41 | 0    |
| 10   | Mamelodi Sundowns     | 39  | 30 | 9  | 12 | 9  | 31 | 27 | +4   |
| 11   | Maritzburg United     | 39  | 30 | 9  | 12 | 9  | 31 | 31 | 0    |
| 12   | AmaZulu               | 32  | 30 | 7  | 11 | 12 | 22 | 35 | -13  |
| 13   | Golden Arrows         | 31  | 30 | 8  | 7  | 15 | 28 | 39 | -11  |
| 14   | Ajax Cape Town        | 31  | 30 | 7  | 10 | 13 | 34 | 46 | -12  |
| 15   | Chippa United P       | 28  | 30 | 6  | 10 | 14 | 28 | 41 | -13  |
| 16   | Black Leopards        | 23  | 30 | 5  | 8  | 17 | 34 | 63 | -29  |

Qualifications
Ligue des champions 2014
- 1er : tour préliminaire

Coupe de la confédération 2014
- CA  : tour préliminaire

Relégation
- 15e : barrage de relégation
- 16e : relégation en First Division

Abréviations
- T : Tenant du titre
- C : Vainqueur de la Coupe d'Afrique du Sud 2012-2013
- P : Promus de First Division

### Matchs
| Résultats (▼dom., ►ext.) | AJX | AMZ | BVW | BLP | BLC | CHU | FSS | GOL | KZC | MLS | MAR | MOR | ORL | PLA | SUP | PRE |
| Ajax Cape Town           |     | 0-0 | 0-2 | 0-1 | 2-2 | 3-2 | 4-2 | 3-0 | 3-1 | 0-0 | 1-0 | 1-1 | 2-2 | 4-1 | 1-1 | 1-5 |
| AmaZulu                  | 0-1 |     | 1-1 | 4-0 | 1-0 | 1-2 | 0-1 | 0-0 | 0-6 | 0-0 | 0-0 | 2-1 | 1-1 | 1-0 | 0-0 | 1-0 |
| Bidvest Wits             | 0-0 | 3-1 |     | 2-2 | 2-0 | 2-1 | 1-1 | 1-0 | 1-3 | 0-2 | 2-1 | 2-0 | 0-1 | 1-2 | 0-0 | 0-0 |
| Black Leopards           | 2-1 | 1-1 | 0-2 |     | 3-2 | 0-0 | 1-2 | 2-1 | 1-3 | 2-5 | 2-2 | 0-1 | 0-4 | 0-1 | 3-3 | 1-3 |
| Bloemfontein Celtic      | 2-1 | 1-0 | 3-0 | 1-1 |     | 1-0 | 2-2 | 1-0 | 0-3 | 0-1 | 1-1 | 2-1 | 1-0 | 2-1 | 2-1 | 1-2 |
| Chippa United            | 1-1 | 1-1 | 1-1 | 3-1 | 1-0 |     | 1-2 | 1-2 | 0-2 | 1-1 | 0-1 | 2-1 | 0-0 | 2-1 | 2-2 | 2-2 |
| Free State Stars         | 2-1 | 2-1 | 2-0 | 3-2 | 1-0 | 3-0 |     | 1-1 | 0-0 | 1-1 | 1-0 | 0-1 | 1-1 | 0-1 | 1-1 | 0-0 |
| Golden Arrows            | 2-0 | 0-1 | 1-2 | 0-0 | 0-1 | 2-0 | 1-0 |     | 0-0 | 1-0 | 0-1 | 2-0 | 0-2 | 2-1 | 0-1 | 0-1 |
| Kaizer Chiefs            | 3-0 | 2-0 | 1-1 | 2-1 | 0-0 | 2-0 | 2-1 | 3-0 |     | 2-1 | 1-1 | 3-2 | 0-0 | 0-0 | 1-1 | 1-1 |
| Mamelodi Sundowns        | 3-1 | 1-1 | 2-2 | 1-0 | 0-1 | 1-0 | 2-1 | 1-1 | 0-0 |     | 1-2 | 0-1 | 1-3 | 0-1 | 0-0 | 1-1 |
| Maritzburg United        | 1-1 | 2-0 | 0-1 | 2-1 | 2-1 | 2-0 | 1-1 | 2-2 | 1-1 | 0-3 |     | 0-1 | 1-2 | 0-1 | 0-0 | 1-1 |
| Moroka Swallows          | 3-1 | 1-2 | 1-1 | 2-2 | 1-1 | 1-1 | 1-0 | 4-1 | 1-3 | 2-0 | 1-3 |     | 3-2 | 2-0 | 1-3 | 2-3 |
| Orlando Pirates          | 2-0 | 0-0 | 2-0 | 4-1 | 1-1 | 0-1 | 1-0 | 2-1 | 1-1 | 0-1 | 2-3 | 0-3 |     | 1-0 | 1-0 | 0-0 |
| Platinum Stars           | 3-0 | 2-1 | 2-1 | 4-0 | 2-0 | 1-1 | 4-0 | 6-4 | 2-0 | 1-1 | 2-0 | 3-1 | 0-1 |     | 3-0 | 2-2 |
| Supersport United        | 2-1 | 3-0 | 1-1 | 3-2 | 1-1 | 2-1 | 0-0 | 2-2 | 1-2 | 1-0 | 0-0 | 0-0 | 0-0 | 0-1 |     | 1-0 |
| Pretoria University FC   | 0-0 | 3-1 | 1-2 | 1-2 | 1-1 | 1-0 | 1-1 | 0-2 | 1-0 | 1-1 | 1-1 | 1-1 | 1-3 | 0-0 | 0-0 |     |

### Barrage de promotion-relégation
Le 15e de première division retrouve les 2e et 3e de deuxième division pour le barrage de promotion-relégation qui se dispute sous forme d'une poule unique où les 3 équipes s'affrontent en matchs aller et retour.
| Rang | Équipe                     | Pts | J | G | N | P | Bp | Bc | Diff |  | Résultats (▼ dom., ► ext.) | Mpu | Chi | San |
| ---- | -------------------------- | --- | - | - | - | - | -- | -- | ---- |  | -------------------------- | --- | --- | --- |
| 1    | Mpumalanga Black Aces (D2) | 8   | 4 | 2 | 2 | 0 | 4  | 2  | +2   |  | Mpumalanga Black Aces (D2) |     | 1-0 | 1-1 |
| 2    | Chippa United              | 5   | 4 | 1 | 2 | 1 | 1  | 1  | 0    |  | Chippa United              | 0-0 |     | 0-0 |
| 3    | Santos FC (D2)             | 2   | 4 | 0 | 2 | 2 | 2  | 4  | -2   |  | Santos FC (D2)             | 1-2 | 0-1 |     |

## Bilan de la saison
| Championnat d'Afrique du Sud de football 2012-2013                        |                          |
| Champion                                                                  | Kaizer Chiefs (3e titre) |
| Coupes et trophées                                                        |                          |
| Vainqueur de la Coupe d'Afrique du Sud 2012-2013                          | Kaizer Chiefs            |
| Qualifications continentales                                              |                          |
| Ligue des champions de la CAF 2014                                        | Kaizer Chiefs            |
| Coupe de la confédération 2014                                            | Supersport United        |
| Promotions et relégations                                                 |                          |
| Promus en Championnat d'Afrique du Sud de football                        | Mpumalanga Black Aces    |
| Promus en Championnat d'Afrique du Sud de football                        | Polokwane City FC        |
| Relégués en Championnat d'Afrique du Sud de football de deuxième division | Chippa United            |
| Relégués en Championnat d'Afrique du Sud de football de deuxième division | Black Leopards           |